# Friedrich Hartmannsgruber
Friedrich Hartmannsgruber (* 1950) ist ein deutscher Historiker.

## Leben und Wirken
Hartmannsgruber studierte Geschichte und Germanistik, war ab 1980 Lehramtsassessor und von 1980 bis 1985 Assistent am Lehrstuhl für neuere Geschichte der Universität Regensburg. Er absolvierte seine Promotion 1985 mit einer Arbeit über Die Bayerische Patriotenpartei 1868–1887. Seit 1989 war er wissenschaftlicher Angestellter der Historischen Kommission bei der Bayerischen Akademie der Wissenschaften. Er betreute bis zum Abschluss des Projekts die Edition der Akten der Reichskanzlei.

## Rezeption
Der deutsche Historiker Bernd Sösemann schrieb in der Frankfurter Allgemeinen Zeitung im Januar 2006 zum vierten Band der Akten der Reichskanzlei, dass es Hartmannsgruber gelungen sei, eine übersichtliche Einführung in Dokumente zu geben und sie zuverlässig in die jeweiligen Zusammenhänge einzuordnen; ebenso lobt er Hartmannsgrubers sachlichen, zurückhaltenden und sprachlich präzisen Kommentar. Hans Günter Hockerts lobte die Edition der Akten der Reichskanzlei, die als „Basislager der zeithistorischen Forschung“ sich noch lange bewähren sollten.

## Schriften (Auswahl)
- Die Bayerische Patriotenpartei 1868–1887 (= Schriftenreihe zur bayerischen Landesgeschichte. Bd. 82). Beck, München 1986 (Dissertation).
- „... ungeachtet der noch ungeklärten Finanzierung“. Finanzplanung und Kapitalbeschaffung für den Bau der Reichsautobahnen 1933–1945. In: Historische Zeitschrift, Bd. 278, 2004, S. 625–682.
- (Bearb.): Akten der Reichskanzlei. Regierung Hitler 1933–1945. 11 Bände, De Gruyter Oldenbourg, Berlin/Boston 1999–2022.